# António José Marques Mendes
António José Marques Mendes (ur. 3 maja 1952 w Alvoco da Serra, gmina Seia) – portugalski ekonomista, polityk i nauczyciel akademicki, parlamentarzysta krajowy, od 1986 do 1987 poseł do Parlamentu Europejskiego II kadencji.

## Życiorys
W 1976 ukończył studia ekonomiczne na Politechnice Lizbońskiej, w 1985 uzyskał doktorat w tej dziedzinie na University of Kent. Został profesorem na wydziale ekonomii Uniwersytetu w Coimbrze. Specjalizował się w zakresie handlu międzynarodowego, polityki regionalnej i inwestycyjnej, integracji ekonomicznej, finansów i bilansu płatniczym, opublikował kilkanaście książek o tej tematyce. Podjął także pracę jako menedżer, a od 1992 do 1998 pracował jako szef działu w londyńskim Europejskim Banku Odbudowy i Rozwoju. Został właścicielem przedsiębiorstwa zajmującego się konsultingiem i analizą gospodarczą.
Zaangażował się w działalność polityczną w ramach Demokratycznej Partii Odnowy. W latach 1985–1987 zasiadał w Zgromadzeniu Republiki IV kadencji, reprezentując dystrykt Castelo Branco. Od 1 stycznia 1986 do 13 września 1987 wykonywał mandat posła do Parlamentu Europejskiego w ramach delegacji krajowej. Przystąpił do Europejskiego Sojuszu Demokratycznego, należał m.in. do Komisji ds. Gospodarczych i Walutowych oraz Polityki Przemysłowej oraz Komisji Budżetowej.